# Roxie Roker
Pour les articles homonymes, voir Roker.
Roxie Roker, née le 28 août 1929 à Miami et morte le 2 décembre 1995 à Los Angeles, est une actrice américaine d'origine bahaméenne. 

## Biographie
Elle est connue en particulier pour son rôle d'Helen Willis dans la série The Jeffersons, l'un des premiers couples interraciaux apparaissant régulièrement en première partie de soirée à la télévision américaine, entre 1975 et 1985.
Née à Miami, Roxie Roker a grandi à New York, dans le quartier de Brooklyn. Elle fit ses études à l'université Howard où elle prit des cours d'art dramatique. Elle commença sa carrière artistique professionnelle avec le Negro Ensemble Company et devint une comédienne réputée. Elle gagna un Obie Award en 1973 et fut nommée pour un Tony Awards pour son interprétation de Mattie Williams dans la pièce The River Niger.
Roxie Roker fut également reporter sur WNEW-TV à New York dans les années 1970.  
Elle apparut dans de nombreux rôles sur les chaînes de télévision américaines des années 1970 aux années 1990, et notamment dans les séries suivantes : Punky Brewster, Cooper et nous (Hangin' with Mr. Cooper), Campus Show (A Different World), Arabesque (Murder, She Wrote), La croisière s'amuse, 227 (en) et Beat The Clock (en). Elle joua également un petit rôle dans la série télé Racines et dans le film Claudine.
Roxie Roker fut également le défenseur des enfants. Elle fut citée par la ville de Los Angeles pour son travail sur ce sujet.
Mariée de 1962 à 1985 au producteur de télévision Sy Kravitz, elle est la mère du chanteur et musicien Lenny Kravitz.

## Filmographie

### Cinéma
- 1974 : Claudine : Mme Winston
- 1987 : Cheeseburger Sandwich : La femme républicain

### Télévision
- 1974 : Change at 125th Street (Téléfilm) : Eloise Morse
- 1975 : All in the Family (Série TV) : Helen Willis
- 1975-1985 : The Jeffersons (Série TV) : Helen Willis
- 1976 : Kojak (Série TV) : Carol Lessonbee
- 1977 : Racines (Roots) (Série TV) : Malizy
- 1977 : Billy: Portrait of a Street Kid (Téléfilm) : Mme Peoples
- 1979 : $weepstake$ (Série TV) : Margaret
- 1982 : L'île fantastique (Fantasy Island) (Série TV) : Emily Carlisle
- 1983 : Un mannequin sur mesure (Making of a Male Model) (Téléfilm) : Madge Davis
- 1985 : Cagney & Lacey (Série TV) : Alverta Edwards
- 1986 : La croisière s'amuse (The Love Boat) (Série TV) : Rhonda Whitney
- 1986 : Trapper John, M.D. (Série TV) : Mme Gooden
- 1987 : Mike Hammer (Série TV) : Esther
- 1987 : 1st & Ten (Série TV) : Une princesse vaudou
- 1988 : 227 (Série TV) : Dr. Thelma Butler
- 1988 : Punky Brewster (Série TV) : Juge J.F. Taylor
- 1991 : Arabesque (Murder She Wrote) (Série TV) : Jennifer Bryce
- 1991 : Campus Show (Série TV) : Dean Barksdale
- 1993 : Mr. Cooper et nous (Hangin' with Mr. Cooper) (Série TV) : Mme Russell